# Memory (Mamamoo)
Memory è il quarto EP del girl group sudcoreano Mamamoo, pubblicato nel 2016.

## Tracce
1. Memory (그리고 그리고 그려봐?, geuligo geuligo geulyeobwaLR, lit. Draw & Draw & Draw) – 3:52
2. Décalcomanie (데칼코마니?) – 3:36
3. New York – 3:02
4. Wheein – Moderato (feat. Hash Swan) – 3:59
5. Solar & Wheein – Angel – 3:33
6. Hwasa & Moonbyul – Dab Dab – 2:50
7. I Love Too (놓지 않을게?) – 4:25
8. Woo Hoo (기대해도 좋은 날?) – 3:14